# Kuppalu, Tiptur
Kuppalu là một làng thuộc tehsil Tiptur, huyện Tumkur, bang Karnataka, Ấn Độ.